# Aerodyna
Aerodyna – statek powietrzny utrzymujący się w powietrzu dzięki sile nośnej, powstającej przez dynamiczne oddziaływanie powietrza na nieruchome lub ruchome płaty nośne.
Do aerodyn z nieruchomymi płatami nośnymi zalicza się samoloty, szybowce, lotnie i paralotnie, natomiast do aerodyn z ruchomymi płatami nośnymi należą śmigłowce i wiatrakowce wyposażone w wirujące płaty nośne oraz skrzydłowce.
Rozróżnia się następujące rodzaje aerodyn:
- aerodyna lądowa - przystosowana do startu z podłoża stałego na lądzie i lądowania na tym samym podłożu,
- aerodyna wodna - przystosowana do startu z powierzchni wody i wodowania na tej samej powierzchni,
- aerodyna wodnolądowa -  przystosowana do startu zarówno z powierzchni wody, jak i stałego podłoża lądowego oraz do wodowania i lądowania na nich,
- aerodyna specjalna - niebędąca stałopłatem, wiropłatem ani zmiennopłatem lub nie mająca płata nośnego.

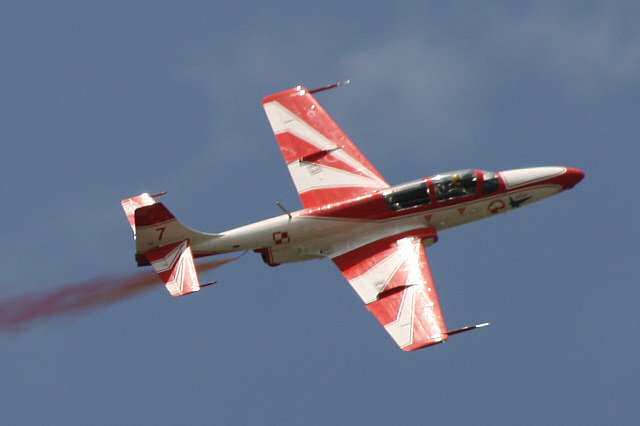
Samolot TS-11 Iskra
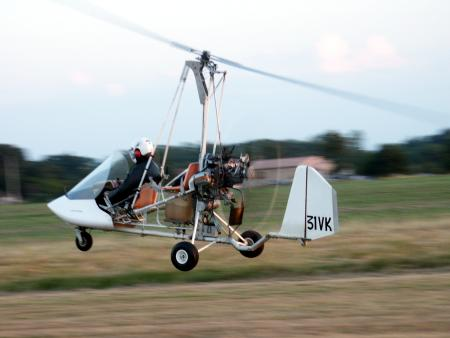
Wiatrakowiec
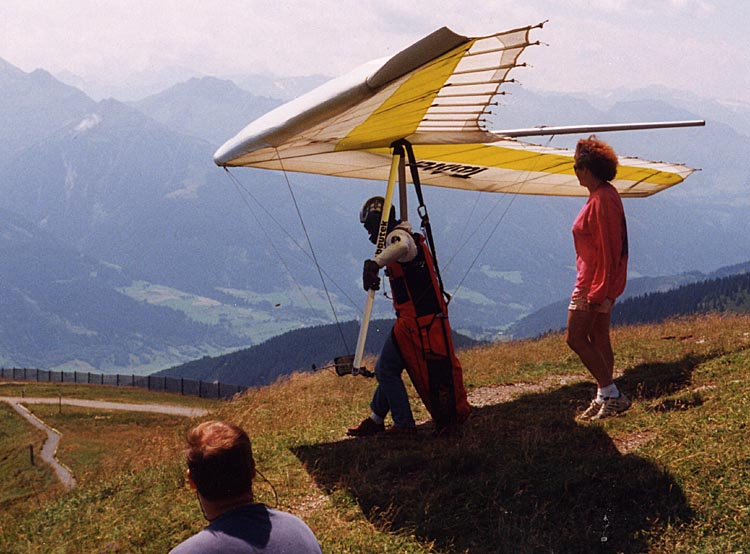
Lotnia
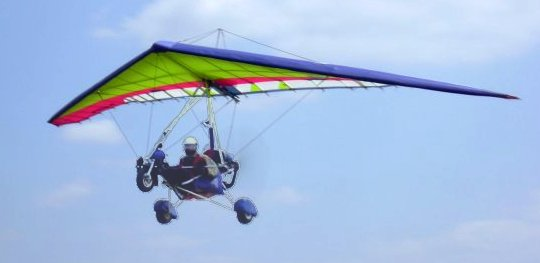
Motolotnia
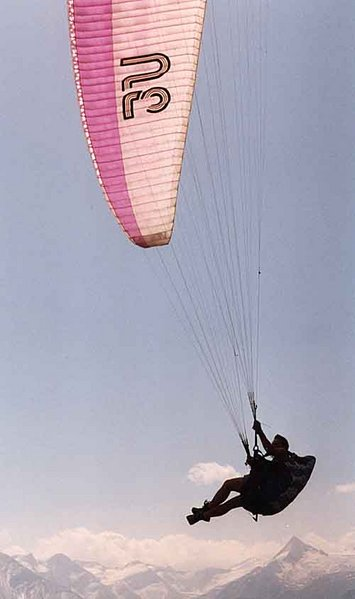
Paralotnia
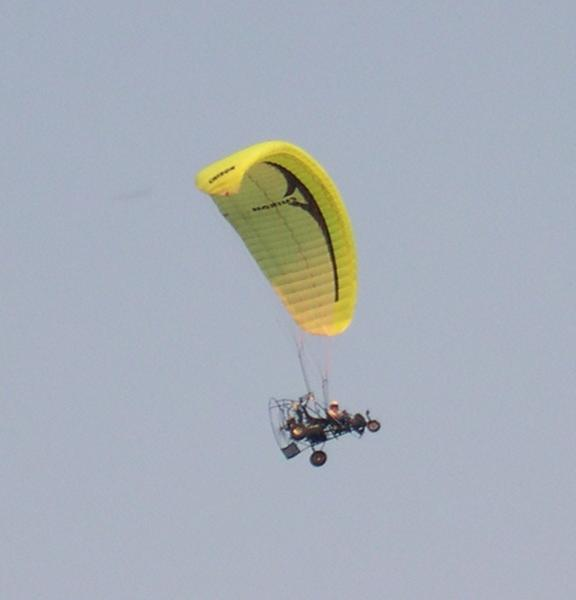
Motoparalotnia
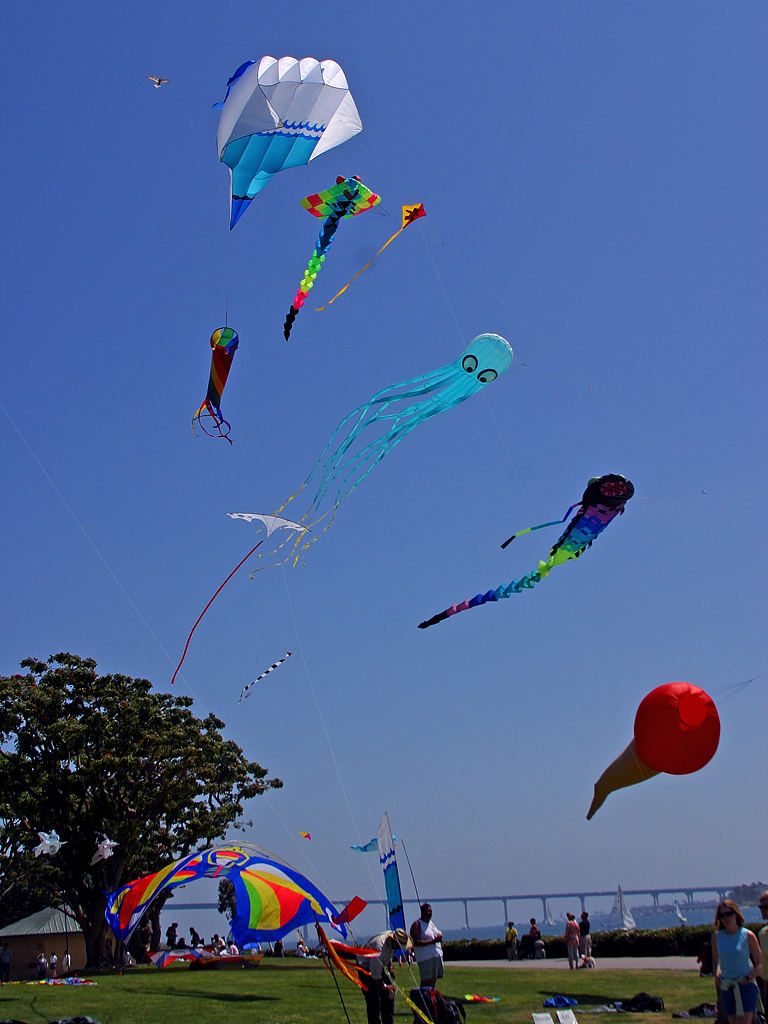
Latawiec
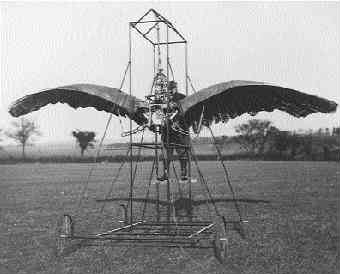
Skrzydłowiec
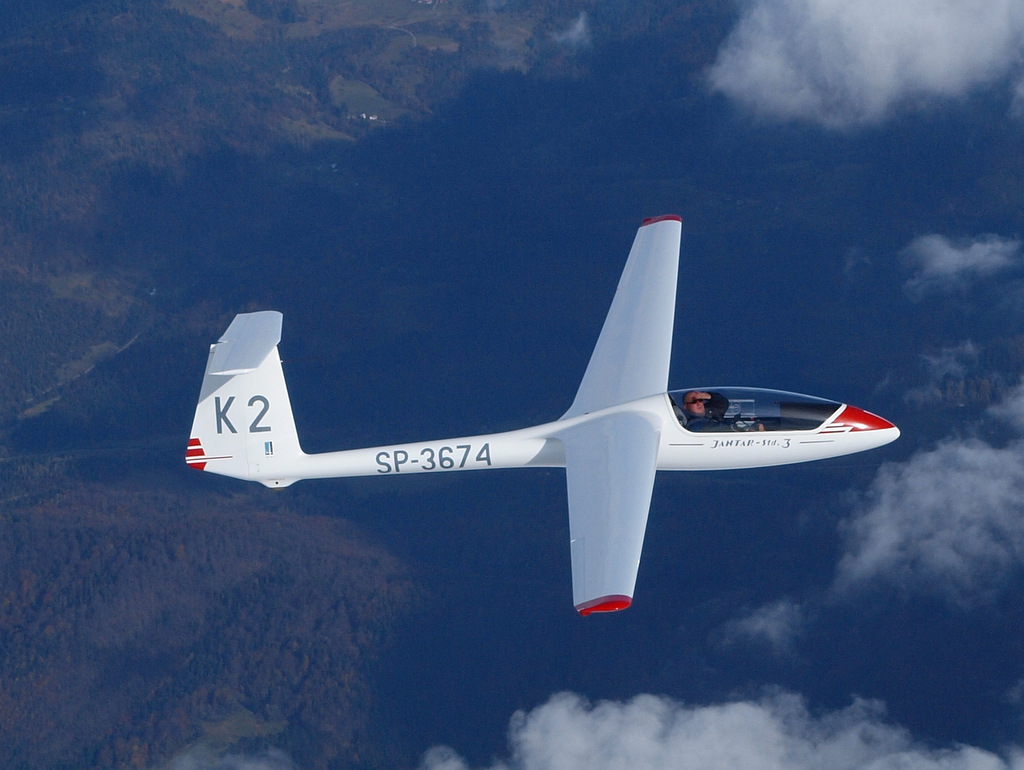
Szybowiec
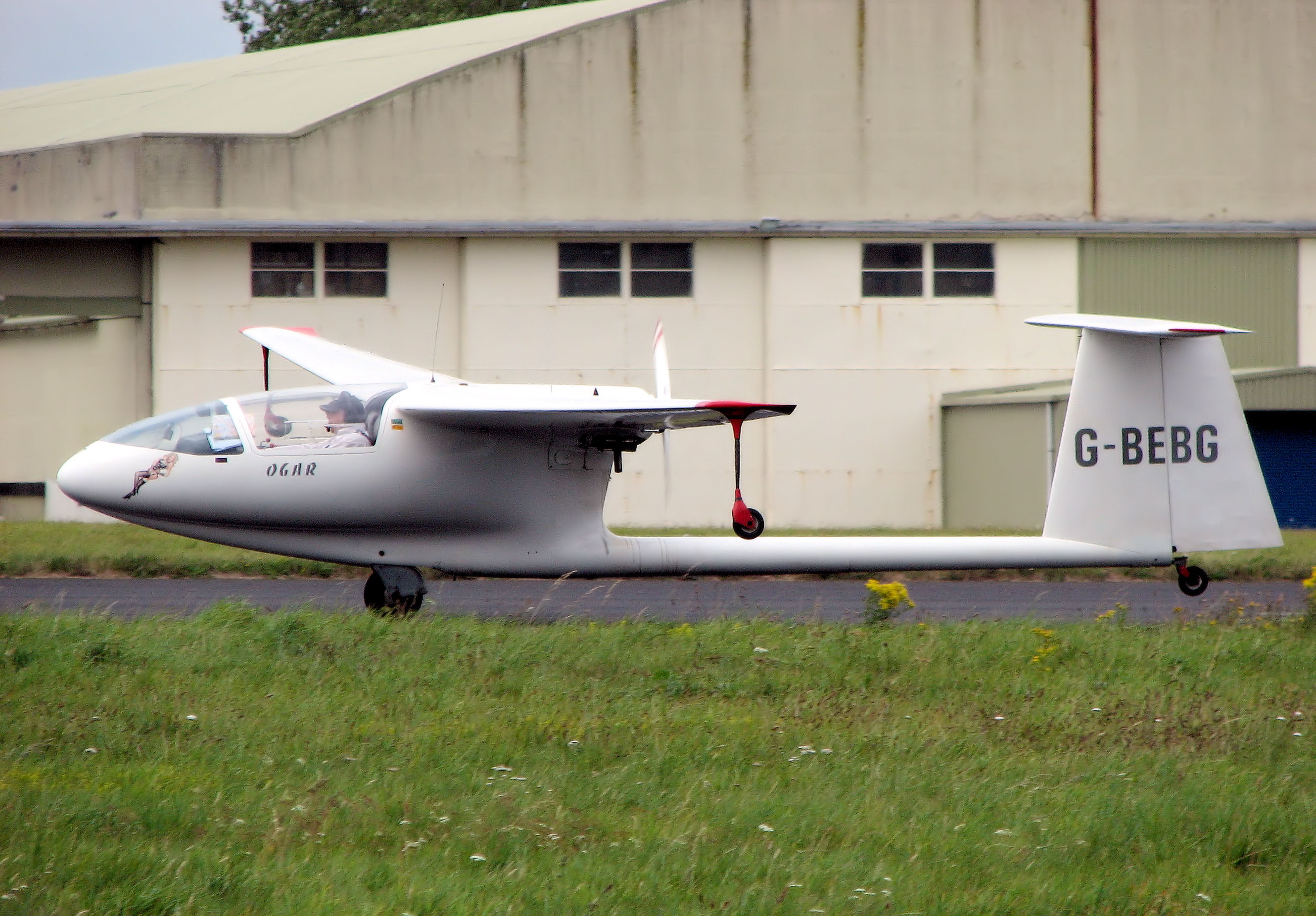
Motoszybowiec
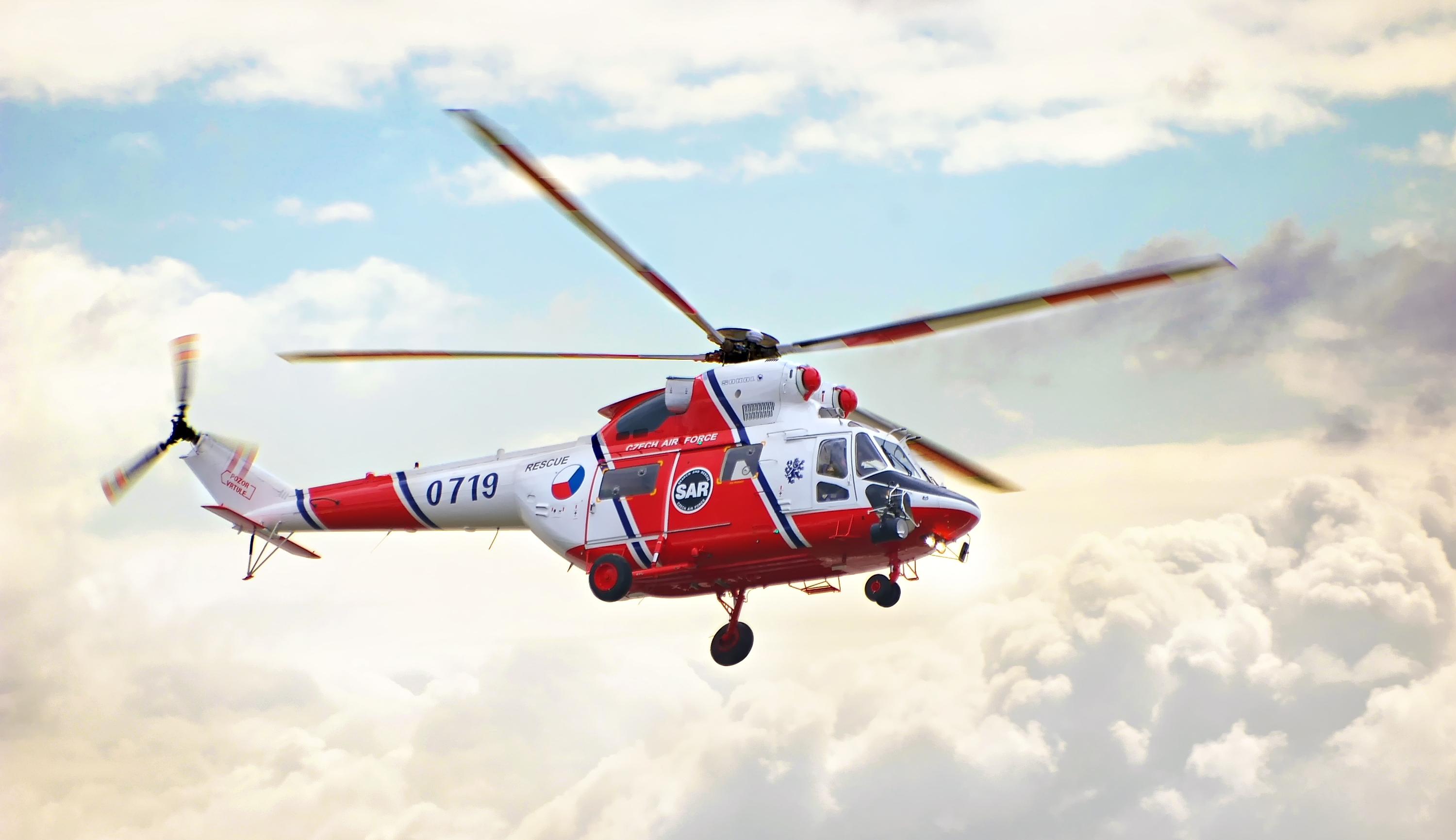
Śmigłowiec
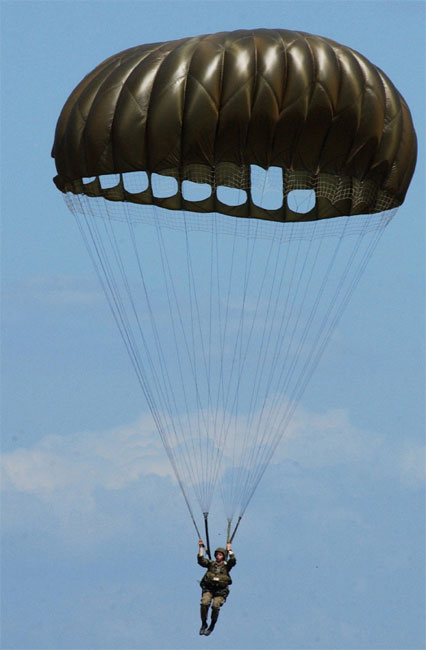
Spadochron
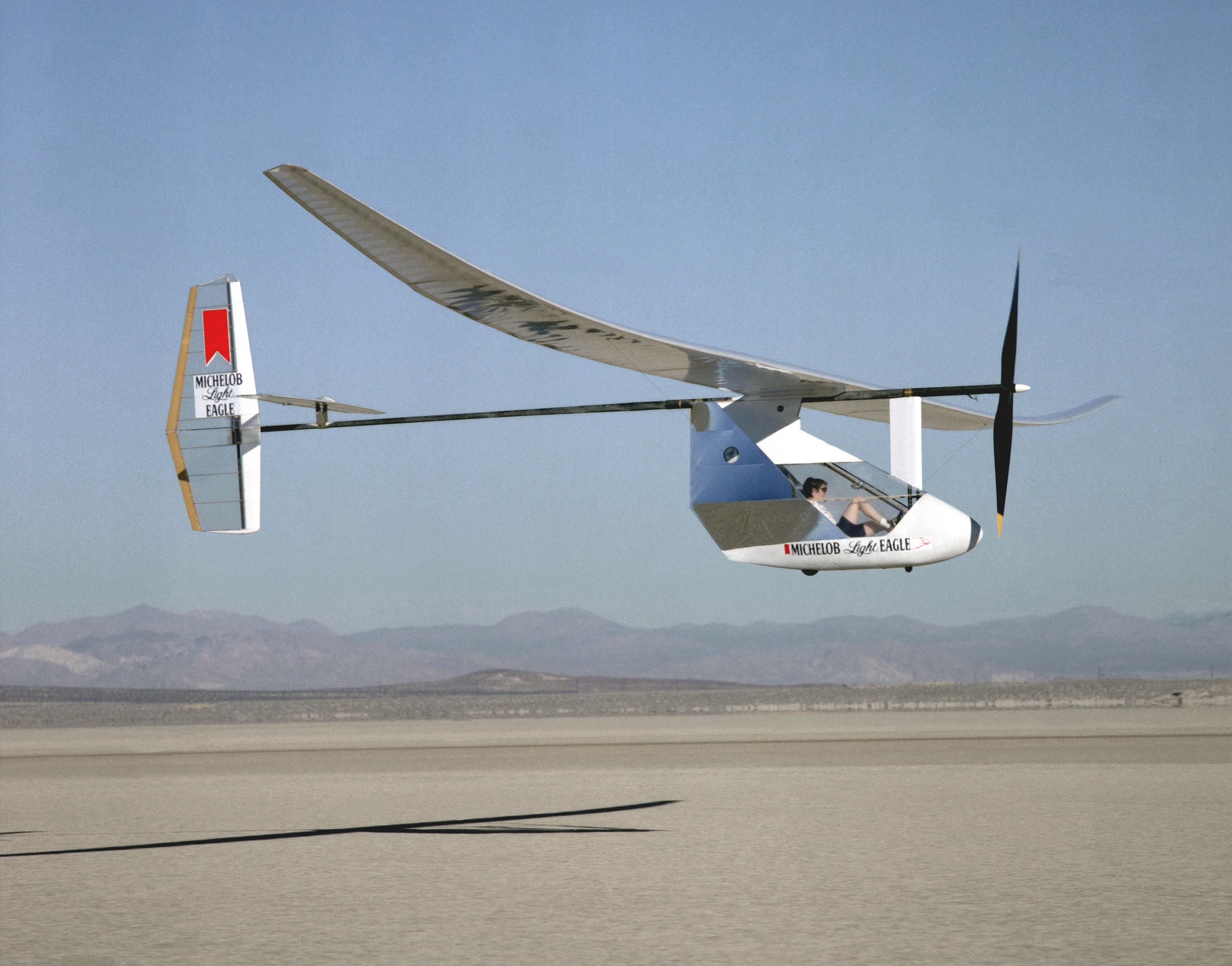
Mięśniolot